# Zabrotes planifrons
Zabrotes planifrons är en skalbaggsart som beskrevs av Horn 1885. Zabrotes planifrons ingår i släktet Zabrotes och familjen bladbaggar. Inga underarter finns listade i Catalogue of Life.